# Giuseppe Maldarelli
Giuseppe Maldarelli (Napoli, 11 settembre 1885 – Napoli, 16 aprile 1958) è stato un disegnatore e pittore italiano.

## Biografia
Giuseppe  Maldarelli da giovane si trasferì da Napoli a Milano ove studiò all'Accademia di Brera, qui si diplomò, e presso la medesima accademia ottenne il premio “Bozzi Camini”.
Nel 1912 espose in una collettiva alla "Galleria Cova" di Milano, ottenendo degli elogi della critica per un dipinto raffigurante "San Carlo Borromeo che si reca a visitare gli appestati".
Espose alla Biennale d'arte di Venezia e ad altre importanti manifestazioni d'arte a carattere nazionale.
Rientrato nella sua città natale, morì il 16 aprile del 1958.

## Attività
Il suo stile riprende la pittura napoletana della seconda metà  del XIX sec., in un primo tempo rifacendosi a Domenico Morelli poi ad Antonio Mancini.
Si dedicò principalmente al ritratto, alla pittura di genere, ai paesaggi (fra i quali sono celebri quelli della città di Venezia).

## Opere nei musei
- Galleria d'arte moderna Ricci Oddi di Piacenza con le opere: Autoritratto, Ritratto di fanciulla, Ritratto di bambina
- Museo romagnolo del teatro di Forlì con le opere: Signora con cappello , Tristezza, Fanciulla in rosso, Sorriso, Giovane donna, Scugnizzo
- Galleria d'arte moderna Achille Forti di Verona con le opere: Ritratto: uomo
- Museo Diotti di Casalmaggiore con varie opere